# Lebensborn
Der Lebensborn e. V. war in der Zeit des Nationalsozialismus ein von der SS getragener, staatlich geförderter Verein, dessen Ziel es war, auf der Grundlage der nationalsozialistischen Rassenhygiene und Gesundheitsideologie die Erhöhung der Geburtenziffer „arischer“ Kinder auch bei Unehelichkeit herbeizuführen. Dies sollte durch das Abhalten unverheirateter Frauen und Mädchen von einem Schwangerschaftsabbruch, durch das Anbieten von Entbindungen in Heimen (damit die Nachbarschaft nicht von der Schwangerschaft erfährt) und die anschließende Vermittlung der Kinder zur Adoption – bevorzugt an Familien von SS-Angehörigen – erreicht werden.
Der Lebensborn war daneben mitverantwortlich für die Verschleppung von Kindern aus den von Deutschland besetzten Gebieten. Falls diese im Sinne der nationalsozialistischen Rassenideologie als „arisch“ galten, was akribisch untersucht wurde, wurden sie unter Verschleierung ihrer Identität in Lebensborn-Heime im Deutschen Reich oder in den besetzten Gebieten gebracht. Ziel war letztlich die Adoption durch parteitreue deutsche Familien. So wurden 13 der 98 vom Lidice-Massaker betroffenen Kinder für den Lebensborn selektiert, während die anderen ins Vernichtungslager Kulmhof deportiert und dort durch Gas ermordet wurden.

## Ideologische Grundlagen
Der Name leitet sich von dem nur noch in Ortsnamen und in der Dichtkunst oder in verschiedenen deutschen Dialekten erhaltenen, alten deutschen Wort „Born“ für „Brunnen, Quelle“ ab; er bedeutet daher etwa „Lebensbrunnen“ oder „Lebensquelle“.

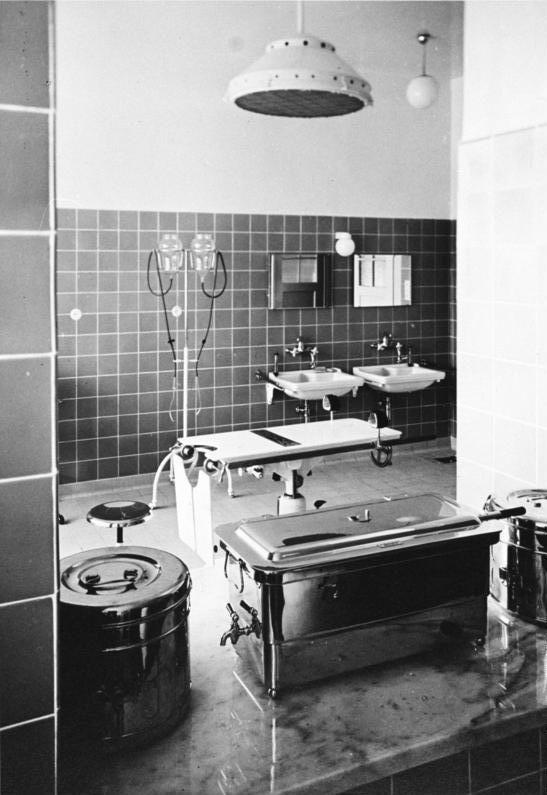
Operationssaal in einem Lebensborn-Heim 1936

Der Lebensborn war ein Projekt Heinrich Himmlers, das sich vor allem an den beiden wichtigsten bevölkerungspolitischen Grundsätzen des Nationalsozialismus orientierte:
- Rettung der „nordischen Rasse“ vor dem (angeblich) durch Geburtendefizite bedingten drohenden Untergang mittels Steigerung der Geburtenrate
- qualitative Verbesserung des Nachwuchses unter „Zuchtkriterien“ im Sinne der nationalsozialistischen Rassenhygiene („Euthanasie“, Zwangssterilisation, Heiratsverbote etc.)
- Ziel: Züchtung des „Adels der Zukunft“[4]

Der Lebensborn gab als Anliegen die Mütterfürsorge vor und gründete Heime zur anonymen Entbindung, welche sich an Mütter in Not richteten. Dies entsprang jedoch keiner humanen Moral, sondern sollte im Sinne der „neuen Moral“ einer aktiven, rassistischen nationalsozialistischen Bevölkerungspolitik einer Erhöhung der Geburtenrate dienen. Demzufolge wurden in den Heimen zumindest anfänglich nur ledige Mütter aufgenommen, die selbst und „bezüglich ihres Nachwuchses“ den „rassenhygienischen“ Kriterien für SS-Bewerber entsprachen.

## Geschichte und Organisation

### Geburtenrate und NS-Maßnahmen

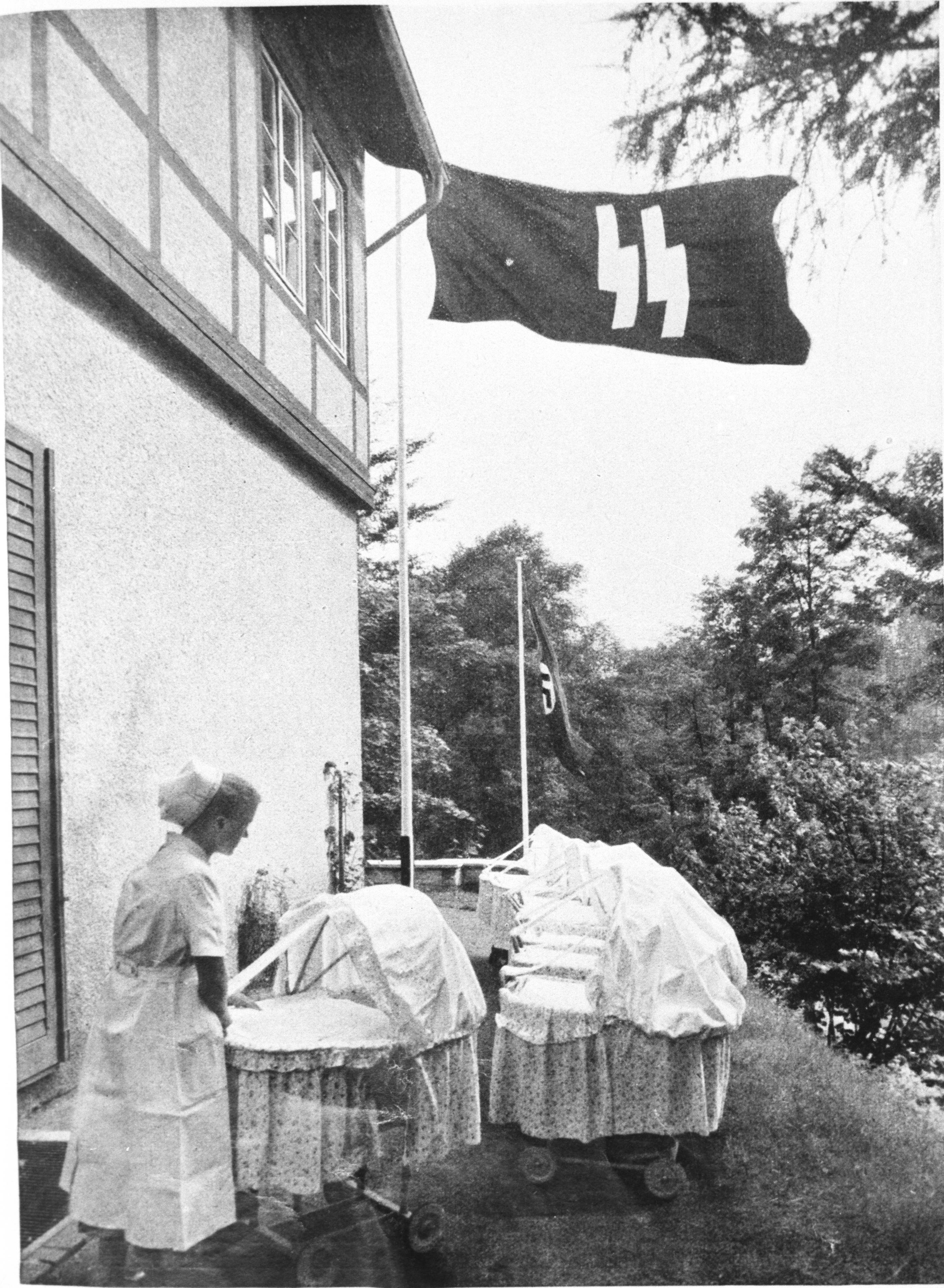
Schwester in einem Lebensborn-Heim, gehisste SS- und Hakenkreuz-Flaggen, aus SS-Leitheft, 9/3 S. 33 f., 1943

Im Ersten Weltkrieg waren über zwei Millionen deutsche Soldaten und fast 1,5 Millionen aus Österreich-Ungarn gefallen (siehe auch Demografie Deutschlands und Demografie Österreichs). Die Geburtenrate in Deutschland war in der Zeit der Weimarer Republik deutlich unter das Bestandserhaltungsniveau gesunken. Ein Grund war die gesunkene Zahl von jungen Männern in der Bevölkerung, weitere Gründe waren die Inflation und die Hyperinflation 1923 und Anfang der 1930er Jahre die Weltwirtschaftskrise.
In keinem anderen Industrieland gab es einen ähnlich hohen Einbruch in der Geburtenstatistik.
Heinrich Himmler, der „Reichsführer SS“ und Chef der Deutschen Polizei, ignorierte diese Fakten, legte nach Erhebungen des „Hauptamtes für Volksgesundheit“ andere Zahlen vor und behauptete, die damals bei Strafe verbotenen Schwangerschaftsabbrüche würden einen Geburtenrückgang verursachen. In einem Brief an OKW-Chef Wilhelm Keitel aus dem Jahr 1940 schätzte er die Zahl der jährlichen Abtreibungen auf bis zu 600.000, die dem Deutschen Reich als Nachwuchs verloren gingen. Ebenso seien „jährlich Hunderttausende wertvoller Mädchen und Frauen Opfer heimlicher, häufig steril machender Abtreibung. … Das Ziel, jedoch, deutsches Blut zu schützen, ist auf das Höchste verpflichtend.“
Um Anreize für mehr Geburten zu bieten, gründete die Nationalsozialistische Volkswohlfahrt zunächst im März 1934 das „Hilfswerk Mutter und Kind“, das mehr als die Hälfte des gesamten Spendenaufkommens des Winterhilfswerks erhielt. Das „Deutsche Institut für Jugendhilfe e. V.“ betreute uneheliche Kinder, deren Väter die Alimente nicht zahlten. Eheschließungen wurden mit zinslosen Ehestandsdarlehen von bis zu 1000 Reichsmark gefördert. Die Kreditlaufzeit betrug 100 Monate. Für jedes lebend geborene Kind wurden 25 Prozent der Darlehenssumme erlassen. In der Bevölkerung sprach man von der Möglichkeit, das Darlehen „abzukindern“.
Auch die Gründung des Lebensborn als konkurrierende SS-eigene, Himmler direkt unterstellte Organisation sollte die Geburtenrate steigern und ledige Mütter zum Austragen der Kinder bewegen. Himmler rechtfertigte in seinem Brief an Keitel die Existenz von Lebensborn und forderte, die Wehrmacht solle Lebensborn finanziell unterstützen. So würden „allein durch diese bevölkerungspolitische Maßnahme in 18 bis 20 Jahren 18 bis 20 Regimenter mehr marschieren.“

### Vereinsgründung und Satzung
Der Verein Lebensborn wurde am 12. Dezember 1935 auf Veranlassung Himmlers in Berlin gegründet, der darin von Otmar Freiherr von Verschuer beraten wurde. Die Organisation war als eingetragener Verein rechtlich selbständig, um als juristische Person Eigentumsrechte an Heimen usw. erwerben zu können und um auch Nicht-SS-Angehörigen den Beitritt zu ermöglichen. Organisatorisch blieb der Verein der SS unterstellt. Himmler war Präsident. Finanziert wurde die Organisation durch Zwangsbeiträge der SS-Angehörigen sowie die Zuweisung jährlicher Gewinnanteile der Anton Loibl GmbH. Kinderlose hatten die höchste Abgabe zu entrichten, ab vier Kindern, egal ob ehelich oder unehelich, endete die Beitragspflicht. Diese Maßnahme sollte SS-Angehörige motivieren, ihren „völkischen Verpflichtungen“ bezüglich Nachwuchs nachzukommen.
Gemäß der Gründungssatzung diente der Verein „ausschließlich gemeinnützigen und wohltätigen Zecken mit dem Ziel:
1. rassisch und erbbiologisch wertvolle, kinderreiche Familien zu unterstützen,
2. rassisch und erbbiologisch wertvolle werdende Mütter zu betreuen, bei denen nach sorgfältiger Prüfung der eigenen Familie und der Familie des Erzeugers durch den Verein anzunehmen ist, daß gleich wertvolle Kinder zur Welt kommen,
3. für diese Kinder zu sorgen,
4. für die Mütter der Kinder zu sorgen,
5. gemäß § 47 RJWG die Vereinsvormundschaft jeweils nach eigenem Ermessen zu übernehmen.“[9]

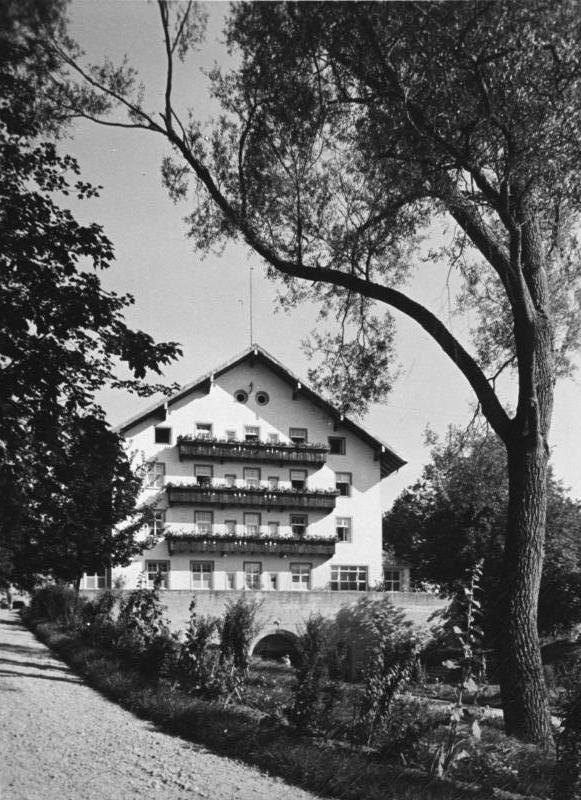
Lebensborn-Heim Steinhöring, Südansicht vom Park aus (1938)

Am 15. August 1936 eröffnete der Lebensborn sein erstes Heim, das „Haus Hochland“ in Steinhöring bei Ebersberg in Oberbayern. Es hatte anfangs 30 Betten für Mütter und 55 für Kinder. Bis 1940 wurde die Bettenzahl verdoppelt.
Geschäftsführer des Lebensborn war zunächst ab 1. Januar 1938 SS-Sturmbannführer Guntram Pflaum und ab dem 15. Mai 1940 bis Kriegsende SS-Standartenführer Max Sollmann; ärztlicher Leiter war von Anfang an SS-Oberführer Gregor Ebner.

### Aufnahmebedingungen
Frauen, die sich um Aufnahme bewarben, sollten laut Satzung des Lebensborn „in rassischer und erbbiologischer Hinsicht alle Bedingungen erfüllen, die in der Schutzstaffel allgemein gelten“. Entsprechend mussten die Frauen die gleichen Anforderungen erfüllen wie jeder SS-Bewerber bei der Aufnahme in die SS und bei der Heirat:
- Vorzulegen war der „Große Abstammungsnachweis“, umgangssprachlich „Ariernachweis“, mit dem Nachweis der Vorfahren bis zum 1. Januar 1800, wie es für die NSDAP und ihre Untergliederungen galt.
- Ein „Erbgesundheitsbogen“ mit Angaben über mögliche erbliche Belastungen in der Familie war auszufüllen.
- Ein „ärztlicher Untersuchungsbogen“ zum Nachweis der Gesundheit und zur „rassischen Beurteilung“ fasste die Untersuchungen durch SS-Ärzte, später wegen Ärztemangels auch durch andere zugelassene Ärzte, zusammen.
- Die Bewerberin musste einen Fragebogen zur Person, mit Fragen nach Beruf, Krankenversicherung, Parteizugehörigkeit, Heiratsabsicht usw., ausfüllen, dazu einen handgeschriebenen Lebenslauf mit Lichtbildern vorlegen.
- Unverheiratete werdende Mütter hatten außerdem eine eidesstattliche Versicherung abzugeben, dass der angegebene Mann der Vater des Kindes sei.

Sämtliche Unterlagen musste gleichfalls der werdende Vater einreichen. Ausgenommen waren SS-Angehörige nur, wenn die Heiratsgenehmigung für die Mutter bereits vom Rasse- und Siedlungshauptamt erteilt worden war.
Im Laufe des Krieges wurden die Aufnahmekriterien reduziert, so dass schließlich etwa 75 Prozent der Anträge bewilligt wurden.

### Betreuung in den Heimen

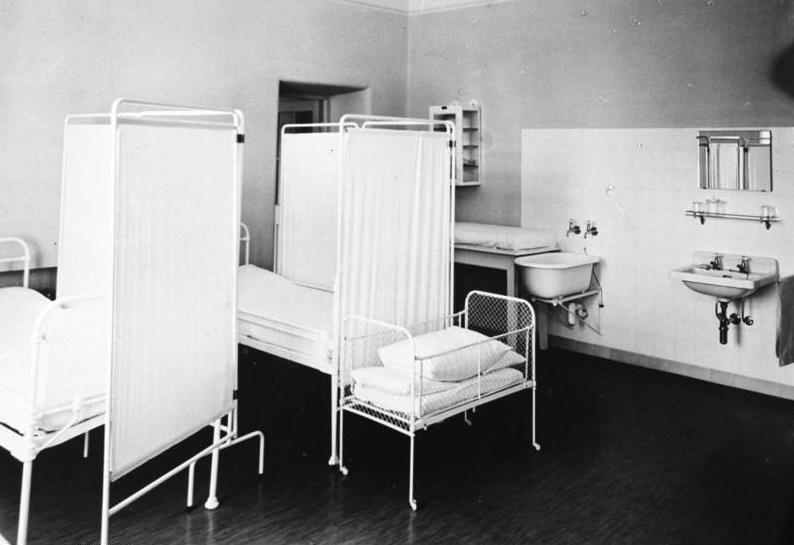
Entbindungszimmer in einem Lebensborn-Heim 1936

Als SS-eigene Organisation konnte der Lebensborn Entbindungen geheim halten. Eigene Standesämter und polizeiliche Meldeämter in den Lebensborn-Heimen durften eine Geburt nicht an die Heimatgemeinde der ledigen Mutter weitermelden.

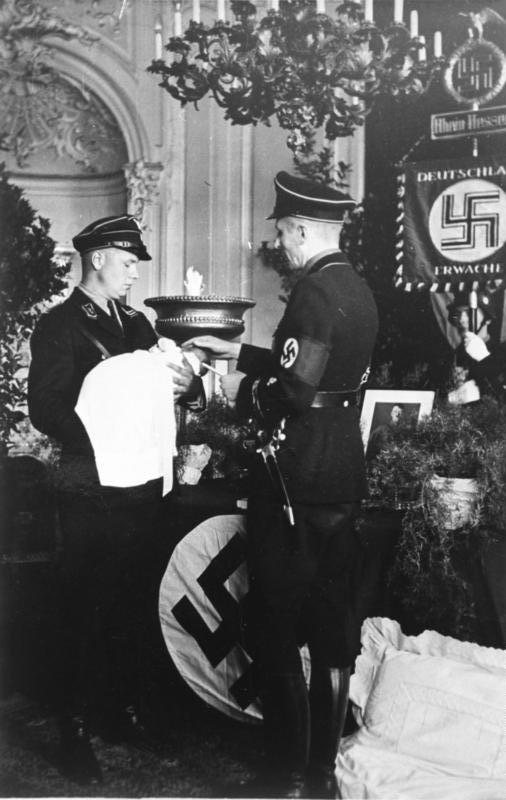
Nationalsozialistische Lebensborn-„Taufe“ 1936

War die Aufnahme bewilligt, konnte die Frau die Zeit der Schwangerschaft, auf Wunsch auch weit entfernt vom Heimatort, bis einige Wochen nach der Geburt des Kindes in einem Heim des Lebensborn zubringen. Bei ledigen Müttern übernahm der Lebensborn die Vormundschaft. Die Neugeborenen wurden in einem eigenen Zeremoniell mit einer Mischung aus pseudochristlichen, nationalsozialistischen und pseudogermanischen Riten unter Auflegung eines silbernen SS-Dolches unter der Hakenkreuzfahne „getauft“. Als Geschenk erhielten sie einen im KZ Dachau gefertigten Kerzenleuchter.

### Kinderverschleppung

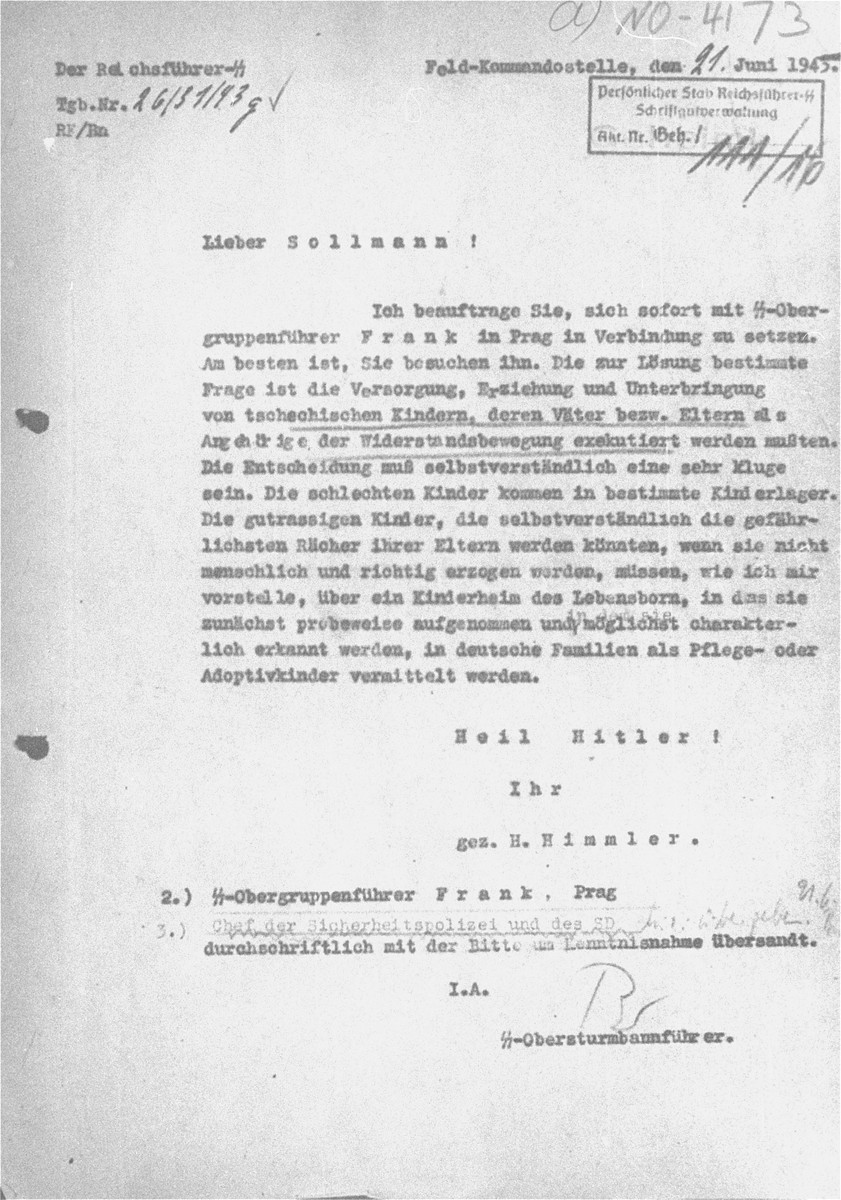
Himmlerauftrag zur Behandlung von Kindern exekutierter Tschechen

Infolge des Krieges wuchs die „arische Elite“ nur mäßig. Daher befahl Himmler als Reichskommissar für die Festigung deutschen Volkstums am 19. Februar 1942 in Halensee mit der Anordnung 67/1, „arisch“ aussehende, blonde und blauäugige Kinder aus besetzten Gebieten wie Polen zwecks „Eindeutschung“ zu entführen. Demnach waren polnische geraubte Kinder dem RuSHA der SS, Außenstelle Litzmannstadt, zu melden, das die „Eignung“ zur Eindeutschung feststellte. Die Angabe von Dorothy Macardle, Posen sei diese Clearingstelle gewesen, ist falsch.
Weitere Kinder wurden in anderen besetzten Ländern geraubt, wie Frankreich und Jugoslawien; für die annektierten tschechischen Gebiete bildete ebenfalls Litzmannstadt die Clearingstelle, der NS-Arzt dort hieß Dongus. Die Kinder wurden vom Lebensborn aufgenommen und je nach Alter an private Pflegestellen bei SS-Familien, zur Adoption oder in Lebensborn-Heime weiter verschoben. Kleinere Kinder, etwa bis zu 6 Jahren, erhielten gefälschte neue Geburtsurkunden. Sie bekamen einen neuen Namen und durften nur noch Deutsch sprechen, um ihre Muttersprache zu vergessen. Falls sie nicht den Kriterien nach den „Ariertabellen“ entsprachen, wurden sie in ein Vernichtungslager abgeschoben. Von einer Aktion in Tschechien ist bekannt, dass 9 Kinder zur Germanisierung ausgesucht, 82 jedoch zur Tötung nach Chełm in das Vernichtungslager Sobibor gebracht wurden.
Während der Besetzung Jugoslawiens wurden Kinder slowenischer Widerstandskämpfer unter anderem nach Saldenburg, Kastl und Neustift bei Vilshofen (Gemeinde Ortenburg) verschleppt. Diese Kinder wurden unter Zwang von ihren Familien getrennt und aus Slowenien über Franken verteilt. Diese Maßnahme diente nicht nur als Vergeltung, sondern auch dazu, die Lebensborn-Heime mit „arisierbaren“ Kindern aufzufüllen.

### Pläne für die Nachkriegszeit
Bereits im Jahre 1942 hatte Himmler im Rahmen des Lebensborns den Bau von Einrichtungen geplant, die zum Zwecke der Kinderzeugung 400.000 Kriegerwitwen bzw. Frauen aufnehmen sollten, die kriegsbedingt keinen Partner finden würden. Dieses Vorhaben wurde im Oktober 1947 im Rahmen eines Prozesses gegen 15 Mitarbeiter des Rasse- und Siedlungshauptamtes Pläne bekannt:

„Ich habe völlig geheim den Auftrag gegeben, die Zentrale für die heute schon vorhandenen 400.000 Frauen, die durch den Krieg und die große Anzahl Gefallener keinen Mann bekommen können, zu planen und auszubauen. Das Gebäude muß entsprechend dem edlen Gedanken und der Ehre der nichtverheirateten Mutter anständig und repräsentativ sein.“

## Lebensborn-Heime
Viele Lebensborn-Heime wurden in enteigneten jüdischen Anwesen eingerichtet. Manche kamen auch als Schenkungen zum Verein. Bis zum 31. Dezember 1939 wurden in den Heimen etwa 770 nichteheliche Kinder geboren, davon befanden sich noch 354 in Lebensborn-Heimen.

### Heime im Gebiet des damaligen Deutschen Reichs 1933–1945

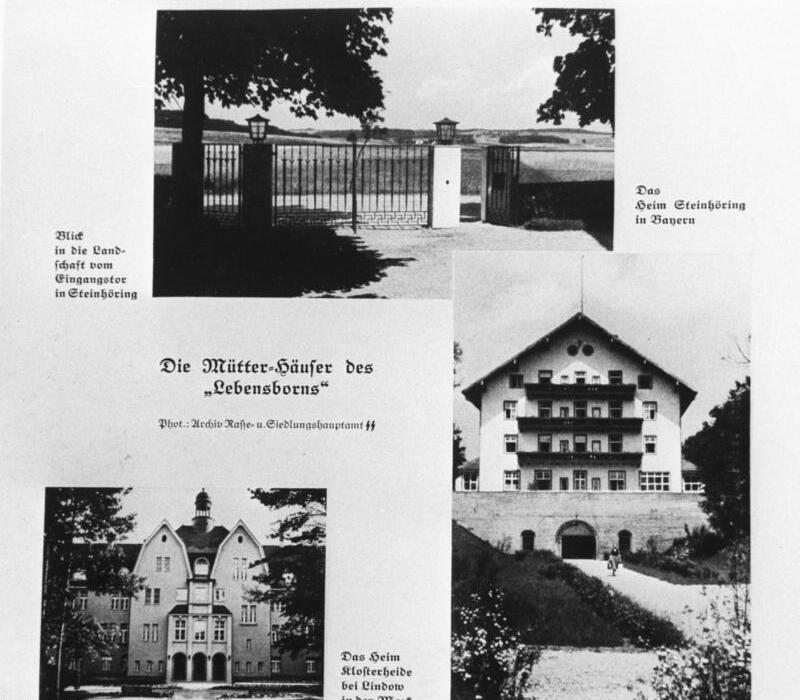
„Mütter-Häuser“ des Lebensborns, aus einem SS-Reklamekalender von 1938

- „Hochland“ in Steinhöring bei Ebersberg (1936–April 1945) – bei Einrichtung: 50 Betten für Mütter (M) und 109 für Kinder (K)
- „Harz“ in Wernigerode im Harz (1937) – 41 M / 48 K
- „Kurmark“ in Klosterheide (1937–1945)[16] – 23 M / 86 K
- „Friesland“ auf dem Gut Hohehorst in Löhnhorst (heute Schwanewede im Landkreis Osterholz) bei Bremen (1937–Januar 1941) 34 M / 45 K
- Kinderheim „Taunus“ in Wiesbaden (1939 – März 1945) – 55 K
- Kinderheim „Moselland“ in Bofferdingen bei Luxemburg (Sommer 1943 – September 1944)
- Kinderheim „Sonnenwiese“ in Kohren-Sahlis bei Leipzig (1942) – 170 K
- „Schwarzwald“ in Nordrach (Baden) (1942–1945)[17]
- Kinderheime „Franken I“ auf dem Bocksberg in Ansbach-Schalkhausen und „Franken II“ in der Heil- und Pflegeanstalt Ansbach (1944)
- Villa der Familie Mann in München, Poschinger Straße (Zentrale des „Lebensborn“ von Dezember 1937 bis Dezember 1938)
- Heim „Ostmark“, später umbenannt in Heim „Wienerwald“ in Feichtenbach, einer Katastralgemeinde von Pernitz (Niederösterreich) – 49 M / 83 K, in dem im April 1938 „arisierten“ ehemaligen Sanatorium Wienerwald[18][19]
- „Alpenland“ im Schloss Oberweis bei Gmunden (Oberösterreich) (1943)
- Ein ehemaliges Kinderheim in Neulengbach bei St. Pölten in Niederösterreich, das jedoch nie als Lebensborn-Heim genutzt, sondern an die Wehrmacht weitervermietet wurde
- „Heimstätt“ in Smoszewo/Regierungsbezirk Zichenau, Polen (April – Juli 1944) – 24 Holzhäuser für ledige Mütter
- „Kriegsmütterheim“ in Stettin (1940) in Pommern, Polen.
- „Pommern“ in Bad Polzin in Pommern, Polen (1938 – Februar 1945) – 60 M / 75 K
- Bromberg in Westpreußen – erste Lebensborn-Vertretung auf von Haupttreuhandstelle Ost (HTO) verwalteten Immobilie gestützt. Vertretung 1942 liquidiert.
- Helenówek bei Lodz (Litzmannstadt), Polen, im Sommer 1941 gebildet; im Jüdischen Vorkriegswaisenhaus.

### Generalgouvernement Polen
- Krakau – die Zweigniederlassung der Zentrale von Lebensborn im Generalgouvernement, an ul. Krupniczej 11 (damals Albrechtstraße), die Tätigkeit der anderen Vertretungen in Polen koordinierend.
- Otwock bei Warschau – das Zentrum unter dem Namen „Lebensborn Ostland“, zum Teil gebildet 1943 auf Grundlage der Infrastruktur des Sanatoriums „Brijus“ und des Jüdischen Nervenkrankenhauses „Zofiówka“. Beide Einrichtungen sollten polnische Kinder germanisieren und sie für eine Adoption durch deutsche Familien vorbereiten. Zu diesem Zweck wurde extra eine von der Nationalsozialistischen Volkswohlfahrt (NSV) geführte Schule eingerichtet.

### Belgien
- „Ardennen“ in Wegimont bei Lüttich (1943 – September 1944) – 30 M

Aufnahme fanden, dem Militärverwaltungschef Belgien/Nordfrankreich zufolge, „werdende Mütter sog. germanischen Blutes…, die von reichsdeutschen Angehörigen der Wehrmacht oder fremdländischen Angehörigen deutscher Hilfsorganisationen (Waffen-SS, Wallonische (SS-)Legion, Flämische SS, NSKK und dgl.), die sog. germanischen Blutes sind“ ein Kind erwarteten. Stillschweigend war der Lebensborn in Belgien offenbar dazu übergegangen, auch rein ausländische Kinder zu betreuen, deren Mütter und Väter keine deutschen Staatsangehörigen waren.

### Frankreich
- „Westland“, dann „Westwald“ in Lamorlaye bei Chantilly (1944 – August 1944)

### Niederlande
- Mütterheim in Villa Kanjel in Maastricht (1940–1944)
- „Gelderland“ in Nimwegen – 60 M / 100 K (Heim nicht mehr in Betrieb genommen)

### Norwegen
- „Heim Geilo“ (1942) – 60 M/20 K
- Kinderheim „Godthaab“ bei Oslo (1942) – 165 K (im Oktober 1943 mit 250 Kindern zwischen drei Monaten und vier Jahren belegt)
- „Heim Hurdalsverk“ (1942) – 40 M/80 K
- „Heim Klekken“ (1942)
- „Heim Bergen“ in Hop bei Bergen (1943) – 20 M/6 K
- Kinderheim „Stalheim“ (1943) – 100 K
- „Stadtheim Oslo“ (1943) – 20 M/6 K
- „Stadtheim Trondheim“ (1943) – 30 M/10 K
- „Heim Os“ bei Bergen – 80 K (Heim nicht mehr in Betrieb genommen)

Im Laufe des Krieges wurden insgesamt 200 bis 250 norwegische Kinder in fünf Lufttransporten in die Heime Kohren-Sahlis, Hohehorst und Bad Polzin gebracht. Sie wurden entweder von ihren Vätern aufgenommen oder kamen in Pflege, mit dem Ziel einer späteren Adoption.
Bis zum 30. September 1944 wurden 6584 Norwegerinnen – manche Quellen sprechen von etwa 8000 Norwegerinnen in die dortigen völlig überbelegten Lebensborn-Entbindungsheime aufgenommen. Bis zum Ende der deutschen Besatzung wurden in den Heimen ungefähr 12.000 Kinder geboren. Die Frauen wurden nach Kriegsende mit der offiziellen Begründung, man wolle mögliche Geschlechtskrankheiten eindämmen, zuerst interniert. Für die spätere Diskriminierung dieser tyskerbarna („Deutschenkinder“) und ihrer Mütter, die man abwertend als tyskertøser, etwa: „Deutschenflittchen“, bezeichnete, entschuldigte sich der norwegische Ministerpräsident Kjell Magne Bondevik im Jahre 1998.

### Geburtenstatistik (außer Norwegen)
Bis zum Zeitpunkt insgesamt:
- 31. Dezember 1939: 1571 (Lebendgeburten insgesamt) – davon ungefähr 770 unehelich geborene Kinder
- 31. Dezember 1940: 2400
- 1. April 1942: 3477
- 30. September 1943: 5000
- 11. Mai 1945: insgesamt 7000–8000 – davon knapp 5000 unehelich geborene Kinder
- 11. Mai 1945: Heim „Hochland“ insgesamt 1438

## Prozess gegen das SS-Rasse- und Siedlungshauptamt
In Steinhöring, dem ersten Lebensborn-Heim, endete auch das Projekt Lebensborn. Als die US-amerikanischen Truppen anrückten, verbrannten die Angestellten die Originalpapiere und ließen die aus allen Heimen hierher evakuierten Kinder zurück. Bei vielen Kindern konnte die Identität nicht geklärt werden.
Im Nürnberger Justizgebäude wurde vor einem US-Militärgericht im Rahmen des so genannten RuSHA-Prozesses vom 1. Juli 1947 bis 10. März 1948 gegen 14 Beschuldigte verschiedener SS-Hauptämter verhandelt, darunter auch gegen 4 ehemalige führende Funktionäre des Lebensborn. In den Anklagepunkten, die sich auf ihre Tätigkeit im Lebensborn begründeten, wurden alle Angeklagten freigesprochen.
Ihre aktive Rolle bei der Verschleppung und Zwangsadoptionen von etwa 250 osteuropäischen Kindern, ebenso wie ihre Beteiligung an der Tötung behinderter Kinder wurde erst später bekannt.
In den Lebensbornheimen der Nationalsozialisten sah man 1948 ein rein soziales Netzwerk für Waisen und uneheliche Kinder.
In der Urteilsbegründung hieß es unter anderem:

„Aus dem Beweismaterial geht klar hervor, daß der Verein Lebensborn, der bereits lange vor dem Krieg bestand, eine Wohlfahrtseinrichtung und in erster Linie ein Entbindungsheim war. Von Anfang an galt seine Fürsorge den Müttern, den verheirateten sowohl wie den unverheirateten, sowie den ehelichen und unehelichen Kindern. Der Anklagevertretung ist es nicht gelungen, mit der erforderlichen Gewißheit die Teilnahme des Lebensborn und der mit ihm in Verbindung stehenden Angeklagten an dem von den Nationalsozialisten durchgeführten Programm der Entführung zu beweisen […] Der Lebensborn hat im allgemeinen keine ausländischen Kinder ausgewählt und überprüft. In allen Fällen, in denen ausländische Kinder von anderen Organisationen nach einer Auswahl und Überprüfung an den Lebensborn überstellt worden waren, wurden die Kinder bestens versorgt und niemals in irgendeiner Weise schlecht behandelt. Aus dem Beweismaterial geht klar hervor, daß der Lebensborn unter den zahlreichen Organisationen in Deutschland, die sich mit ausländischen nach Deutschland verbrachten Kindern befassten, die einzige Stelle war, die alles tat, was in ihrer Macht stand, um den Kindern eine angemessene Fürsorge zuteil werden zu lassen und die rechtlichen Interessen der unter seine Obhut gestellten Kinder zu wahren.“

## Wahrnehmung in der Öffentlichkeit
Da die deutschen Lebensborn-Heime streng abgeschottet waren, entstanden bereits in der NS-Zeit Gerüchte über den Lebensborn als Ort des Lasters, über Paarungszwang und Pornographie. Nach dem Untergang der nationalsozialistischen Diktatur wurden in Büchern und einigen Filmen (u. a. Lebensborn, BRD 1961, Pramen Života/Der Lebensborn, Tschechien 2000) die Gerüchte von den „Zuchtfarmen der SS“ weiter tradiert, wonach sich „fanatische BDM-Mädchen“ von „reinrassigen SS-Zuchtbullen“ hätten begatten lassen, um „reinrassigen“ Nachwuchs zu zeugen.
Zwar erwiesen sich die Gerüchte, die Lebensborn-Heime seien SS-Bordelle gewesen, als haltlos, nicht aber die Tatsache, dass dort ledige Mütter Aufnahme fanden, die „den Zuchtkriterien der SS entsprachen“ und meist ein Kind von einem SS-Mann erwarteten. Verheiratete Mitglieder der SS wurden geradezu aufgefordert, ihrer „völkischen Verpflichtung“ nachzukommen und auch außerehelichen Kontakt mit hoch gewachsenen blonden „arischen“ Frauen zu pflegen, um „erbgesunde“ Kinder zu zeugen, im Sinne der Zucht einer „Herrenrasse“. Sobald sie sich als Vater bekannt und vier eheliche oder uneheliche Kinder gezeugt hatten, wurden sie vom finanziellen Beitrag für Lebensborn befreit. Die Schwangeren hatten in diesen Heimen Privilegien, konnten anonym gebären und anschließend das Kind adoptieren lassen. Es wurde auch weiterhin für die Frauen gesorgt, die häufig in einem Lebensborn-Kinderheim als Pflegepersonal blieben. Dies galt jedoch nicht, wenn sie ein behindertes Kind zur Welt gebracht hatten. Diese Kinder wurden als „lebensunwert“ im Zuge der Kinder-Euthanasie ermordet, und die Mütter verloren alle Privilegien.
Denn natürlich kamen in den Lebensborn-Heimen auch behinderte Kinder zur Welt, die in der Geburtenstatistik zumeist nicht genannt wurden. Oftmals genügte eine Lippen-Kiefer-Gaumenspalte, damit sie aus den Heimen entfernt wurden. Das einzige bekannte Dokument dazu lieferte der Heimleiter des Heimes Wienerwald, Norbert Schwab. Er schrieb von einer Überstellung eines behinderten Mädchens in die Kinderfachabteilung Am Spiegelgrund, die „im Sinne einer Ausmerze tätig“ sei.

## Tiefenpsychologische Untersuchung von ehemaligen Lebensborn-Kindern
Der Münchener Kinderarzt Theodor Hellbrügge lernte 1946 sechs Lebensborn-Kinder kennen. Sie erschienen ihm „auffallend hübsch“. Damals waren sie eineinhalb bis zwei Jahre alt. „Bei näherem Zusehen“, berichtete der Kinderarzt, „stellte sich indessen heraus, dass keines dieser Kinder laufen konnte, einige konnten kaum sitzen. Sie konnten nicht sprechen, sie konnten vor allem nicht lachen.“ Kurz: Sie offenbarten nur allzu deutlich ihre Heimherkunft. Jahre später bemühten sich T. Hellbrügge und die Psychologin Rosemarie Brendel, Adressen von Lebensborn-Kindern ausfindig zu machen. Von 1962 bis 1966 gelang es, 69 ehemalige Lebensborn-Kinder ausfindig zu machen. 40 von ihnen wurden eingehend medizinisch, psychologisch und tiefenpsychologisch untersucht. Außerdem wurden alle verfügbaren Unterlagen über diese Jugendlichen studiert. Psychologische Tests ließen bei den ehemaligen Lebensborn-Kindern immer wieder Anzeichen für wirklichkeitsfremde Einstellung, Störungen der Umweltbeziehungen, Angst, Haltlosigkeit, Gefühlsarmut, Kontakthemmungen erkennen. Etliche Jugendliche stotterten. Fünf nässten und koteten noch im Alter von mehr als 17 Jahren ein. Vielfach waren große Erziehungsschwierigkeiten aufgetreten. Zwölf der 69 Jugendlichen waren in Fürsorgeerziehung gewesen. Durch Asozialität und Kriminalität war bereits – so T. Hellbrügge – „ein nicht geringer Teil aufgefallen“. Die Kinder mit ausgesuchtem Erbgut, die in Heimen zu „nordischen Prachtmenschen“  heranwachsen sollten, entwickelten sich somit ganz anders, als ihre geistigen Väter am Schreibtisch es sich vorgestellt hatten. Wie T. Hellbrügge selber sagte, deuten alle Erkenntnisse „vielmehr darauf hin, daß die Erlebnisse in der frühen Kindheit für die spätere Lebenstüchtigkeit oder -untüchtigkeit entscheidend sind.“

## Selbsthilfegruppen der Kriegs- und Lebensborn-Kinder
Viele Kinder deutscher Soldaten (Besatzungskinder; in Norwegen Tyskerbarn genannt) sowie die Kinder aus Lebensborn-Heimen wurden nach dem Zweiten Weltkrieg in den befreiten Staaten gemieden oder im Unklaren über ihre Herkunft gelassen. Auch in Deutschland wurden solche Informationen über Lebensborn-Kinder verschleiert; die vom „Lebensborn“ geführten Standesamtsunterlagen gingen bei Kriegsende verloren.
Die Kindergeneration hat deshalb Selbsthilfegruppen zur Aufklärung ihres Schicksals gebildet.
Im November 2006 trafen sich mehrere Lebensborn-Kinder öffentlich in Wernigerode, um sich auszutauschen und um auf ihr Schicksal (psychische Belastungen, z. B. Gefühl der Entwurzelung) aufmerksam zu machen.
Erhalten gebliebene Akten und Dokumente des Lebensborn werden vom Internationalen Suchdienst und vom Bundesarchiv verwaltet. Der Verein kriegskind.de veröffentlicht auch Suchbitten von Lebensborn-Kindern.

## Ausstellung
- Dokumentations- und Lernort Baracke Wilhelmine in Schwanewede-Neuenkirchen mit einer Sonderausstellung zum Thema „Lebensborn“ und zum Lebensborn-Heim in Schwanewede-Löhnhorst.[37]
- Ge(h)denken ist eine „mobile Ausstellung“ zur Geschichte des Lebensborn in München. Die als Web-App für Smartphones und Tablets konzipierte Anwendung bietet einen topographischen Zugang, der an die Geschichte des Lebensborn und die Betroffenen erinnert.[38]

### Fachliteratur oder Dokumentarberichte

#### Deutschland
- Jörg Albrecht: Rohstoff für Übermenschen. Artikel in: Zeit-Punkte, 3/2001, zum Thema Biomedizin, S. 16–18.
- Angelika Baumann, Andreas Heusler (Hrsg.): Kinder für den „Führer“, Der Lebensborn in München. Schiermeier, München 2013, ISBN 978-3-943866-19-3.
- Wolfgang Benz, Hermann Graml, H. Weiß: Enzyklopädie des Nationalsozialismus. Digitale Bibliothek, CD-ROM, Band 25, Directmedia, Berlin 1997.
- Thomas Bryant: Himmlers Kinder. Zur Geschichte der SS-Organisation „Lebensborn e. V.“ 1935–1945. Marix, Wiesbaden 2011, ISBN 978-3-86539-265-7.
- Gisela Heidenreich: Das endlose Jahr. Die langsame Entdeckung der eigenen Biographie. Ein Lebensbornschicksal. 4. Auflage, Scherz, Bern 2002, ISBN 3-502-18315-5;  Fischer-TB, Frankfurt am Main 2004, ISBN 3-596-16028-6 (die Spurensuche eines „Lebensbornkindes“ in historischem Kontext).[39]
- Marc Hillel: Lebensborn e. V.: Im Namen der Rasse. Paul Zsolnay Verlag, Wien/Hamburg 1975, ISBN 3-552-02736-X (aus dem Französischen – Au nom de la race – übertragen).
- Dirk Kaesler: Lügen und Scham. Deutsche Leben. Vergangenheitsverlag, Berlin 2023, ISBN 978-3-86408-303-7.
- Volker Koop: Dem Führer ein Kind schenken. Die SS-Organisation „Lebensborn“ e. V. Böhlau, Köln 2007, ISBN 978-3-412-21606-1.
- Annegret Lamey: Kind unbekannter Herkunft: Die Geschichte des Lebensbornkindes Hannes Dollinger. Wißner, Augsburg 2008, ISBN 978-3-89639-644-0.
- Georg Lilienthal: Der „Lebensborn e. V.“ Ein Instrument nationalsozialistischer Rassenpolitik. Neuausgabe, Fischer-TB, Frankfurt 2003, ISBN 3-596-15711-0 (Standardwerk, zuerst 1985).
- Georg Lilienthal: Lebensborn. In: Werner E. Gerabek, Bernhard D. Haage, Gundolf Keil, Wolfgang Wegner (Hrsg.): Enzyklopädie Medizingeschichte. De Gruyter, Berlin/New York 2005, ISBN 3-11-015714-4, S. 830 f.
- Dorothee Neumaier: Das Lebensbornheim „Kurmark“ in Klosterheide. Historische und biografische Rekonstruktionen. Norderstedt 2024. ISBN 978-3-7597-1221-9
- Dorothee Neumaier: Dr. Hildegard Feith: Ärztin im Lebensbornkinderheim „Sonnenwiese“. Forschungsbericht, Hagen 2019, FernUniversität in Hagen.doi:10.18445/20190805-113757-0
- Dorothee Neumaier: Das Lebensbornheim „Schwarzwald“ in Nordrach. Baden-Baden 2017, Wissenschaftliche Beiträge aus dem Tectum Verlag/Reihe Geschichtswissenschaft, Bd. 32, ISBN 978-3-8288-3960-1.
- Dorothee Schmitz-Köster: „Deutsche Mutter, bist Du bereit …“ Alltag im Lebensborn. Berlin 1997; 5. Auflage, Aufbau-Taschenbuch-Verlag, Berlin 2004, ISBN 3-7466-8094-8 (Zeitzeugeninterviews mit ehemaligen Lebensbornmüttern und -kindern, Schwestern, Hebammen und Heimleitern).[22]
  - dies.: Kind L 364. Eine Lebensborn-Familiengeschichte. 2. Aufl., Rowohlt, Berlin 2007, ISBN 978-3-87134-564-7 (Familiengeschichte über das Verschweigen, politische Irrwege, über Profiteure und deren Opfer, über Massenmörder, die gleichzeitig liebevolle Väter sein können).
  - dies.: Deutsche Mutter, bist Du bereit … Der Lebensborn und seine Kinder. Erw. Neuaufl. Aufbau-Taschenbuch-Verlag, Berlin 2010, ISBN 978-3-7466-7085-0 (Erweitert durch Lebensbornkinder-Biografien, Namen und Fakten zu „Heim Friesland“).
- Dorothee Schmitz-Köster, Tristan Vankann: Lebenslang Lebensborn. Die Wunschkinder der SS und was aus ihnen wurde. Piper, München 2012, ISBN 978-3-492-05533-8 (20 Porträts mit Fotos von Tristan Vankann).
- Dorothee Schmitz-Köster: Unbrauchbare Väter. Über Muster-Männer, Seitenspringen und flüchtende Erzeuger im Lebensborn. Wallstein, Göttingen 2022. ISBN 978-3-8353-5325-1.
- Frank W. Steidler: Lebensborn e. V. der SS. Vom Gerücht zur Legende. In: Uwe Backes, Eckhard Jesse, Rainer Zitelmann (Hrsg.): Die Schatten der Vergangenheit. Impulse zur Historisierung des Nationalsozialismus. Propyläen, Frankfurt am Main 1990, S. 291–318.

#### Frankreich
- Marc Hillel: Au nom de la race. Fayard, Paris 1975, ISBN 2-253-01592-X.
- Katherine Maroger: Les racines du silence. Éditions Anne Carrière, 2008, ISBN 978-2-84337-505-7.
- Boris Thiolay: Lebensborn. La fabrique des enfants parfaits. Enqête sur ces Francais nés dans les maternités SS (Titel aus dem Französischen übersetzt: Lebensborn. Die Fabrik der perfekten Kinder). Éditions Flammarion, Paris 2012.

#### England/USA
- Catrine Clay, Michael Leapman: Master race: the Lebensborn experiment in Nazi Germany. Hodder & Stoughton, 1995, ISBN 0-340-58978-7.
  - Deutsch: Herrenmenschen. Das Lebensborn-Experiment der Nazis. Heyne-TB, 1997.
- Larry V. Thompson: Lebensborn and the Eugenics Policy of the Reichsführer-SS. In: Central European History, 4 (1971), S. 54–77.
- Trials of War Criminals before the Nuernberg Military Tribunals Under Control Council Law No. 10. Vol. 5: United States v. Ulrich Greifelt, et al. (Case 8: ‘RuSHA Case’). United States Government Printing Office, District of Columbia, 1950.
- Dieter Wältermann: The Functions and Activities of the Lebensborn Organisation Within the SS, the Nazi Regime, and Nazi Ideology. In: The Honors Journal, II (1985: S. 5–23).
- Kjersti Ericsson, Eva Simonsen (Hrsg.): Children of World War II: the hidden enemy legacy. Berg, Oxford u. a. 2005, ISBN 1-84520-207-4 (engl.; Aufsatzsammlung; mehrere Beiträge zum Thema „Lebensborn“).

#### Norwegen
- Kåre Olsen: Krigens barn. De norske krigsbarna og deres mødre. Oslo 1998.
- Kåre Olsen: „Vater: Deutscher.“ Das Schicksal der norwegischen Lebensbornkinder und ihrer Mütter von 1940 bis heute. Campus, Frankfurt 2002, ISBN 3-593-37002-6.[40]
- Andreas Jüttemann: Die norwegischen Entbindungs- und Kinderheime der nationalsozialistischen Lebensborn-Organisation, 1940–1945. In: Der Gynäkologe, 12/2014: S. 182–184.

### Belletristik
Nach Erscheinungsdatum:
- Will Berthold: Lebensborn. Roman aus Deutschlands dunkler Zeit. Piper, München 1958.
- Judith Kuckart: Die schöne Frau. Roman. Fischer, Frankfurt 1994, ISBN 3-10-041216-8.
- Nancy Huston: Lignes de faille. Actes Sud, Arles & Leméac, Montreal 2007, ISBN 978-2-7427-6936-0.
  - deutsch Ein winziger Makel. Roman. Rowohlt, Reinbek 2008, ISBN 978-3-498-02992-0; TB ebd. 2009, ISBN 3-499-24990-1.
- Sara Young: My Enemy’s Cradle. Houghton Mifflin Harcourt, Orlando (Florida) 2008, ISBN 0-15-101537-6 HC & Harvest, Paperback, 2008, ISBN 0-15-603433-6 (englisch).
- Rebecca Abe: Das Gedächtnis der Lüge. Skalding, Ebersdorf 2008, ISBN 978-3-940695-02-4.
- Anja Jonuleit: Herbstvergessene. Deutscher Taschenbuchverlag, München 2010, ISBN 978-3-423-21540-4.
- Jörg S. Gustmann: Rassenwahn. Kriminalroman. Gmeiner, Meßkirch 2012, ISBN 978-3-8392-1332-2.
- Roy Havelland: The Lebensborn Boy. Spionageroman. Vanadis, 2014, ISBN 978-1-5001-0445-0.
- Gustaaf Peek: Armin. Verlag Contact 2006/Verlag Querido 2015, ISBN 978-90-214-5928-8 (niederländisch).
- Ulrike Draesner: Die Verwandelten. München 2023.
- Dirk Kaesler: Lügen und Scham. Deutsche Leben. Vergangenheitsverlag, Berlin 2023, ISBN 978-3-86408-303-7.
- Caroline de Mulder: "La Pouponnière d'Himmler." Gallimard, Paris 2024, ISBN 978-2-07-303545-5.

## Filme
- Zwei Leben. Drama. Deutschland 2012. Regie: Georg Maas. (Der Film erzählt die Geschichte von Katarine (Juliane Köhler), die von ihrer norwegischen Mutter (Liv Ullmann) an das Lebensborn-Projekt gegeben wird. In der DDR wird sie als Spionin ausgebildet und kehrt mit 25 Jahren zu ihrer norwegischen Mutter zurück.)
- Geheimsache Lebensborn. Dokumentarfilm. 2003. Regie: Beate Thalberg (Film über das bis dahin nicht untersuchte, einzige Lebensborn-Heim in Österreich im ehemaligen Sanatorium Wienerwald Pernitz). ORF/Cultfilm[41]
- Lebensborn – Gestohlene Liebe (tschechisch: Der Lebensborn – Pramen života). Drama. Tschechien 2000. Regie: Milan Cieslar (Film über das Lebensborn-Projekt. Preisgekrönte Aufarbeitung).
- Züchten und vernichten – Rassenwahn und Weltherrschaft. Doku. Deutschland 1998, 45 Min.
- Um die eigene Identität betrogen. Lebensborn-Kinder. Geboren, verschleppt, ausgenutzt. ML mona lisa. ZDF 14. September 2013 (Video) (Memento vom 21. September 2013 im Internet Archive)
- Die Kinder der Herrenrasse. Das Lebensborn-Projekt. Spiegel TV, 2009, 51 min (Übernahme von BBC).
- In der Serie The Man in the High Castle tauchen viele erwachsene Lebensborn-Kinder auf, da die Serie in einer fiktiven Realität spielt, in der die Nazis den Zweiten Weltkrieg gewonnen haben.
- Der slowenische Dokumentarfilm Zajeti v izviru: slovenski otroci Lebensborna der Regisseurin Maja Weiss wurde im Jahre 2023 im Rahmen der Frankfurter Buchmesse (Gastland Slowenien) uraufgeführt.

## Simulationen
- My Child: Lebensborn. Norwegen 2018. Mehrfach ausgezeichnete Alltags- bzw. Erziehungssimulation der norwegischen Software-Entwicklungsfirmen Teknopilot und Sarepta Studio. Die Spieler begleiten ein adoptiertes Kind aus dem Lebensborn-Programm nach Kriegsende durch seinen Alltag in einem norwegischen Dorf.